# Clavigeroniscus riquieri
Clavigeroniscus riquieri là một loài chân đều trong họ Styloniscidae. Loài này được Arcangeli miêu tả khoa học năm 1930.